# Ruská mužská házenkářská reprezentace
Ruská házenkářská reprezentace mužů reprezentuje Rusko na mezinárodních házenkářských akcích, jako je mistrovství světa nebo mistrovství Evropy.
- Předchůdce SSSR.

Poznámka: Do výsledků na této stránce se nezapočítávají výsledky SSSR.

## Mistrovství světa
| Rok/pořádající země                | Účast                            |
| ---------------------------------- | -------------------------------- |
| MS 1993 Švédsko                    | Zlatá medaile                    |
| MS 1995 Island                     | 7. místo                         |
| MS 1997 Japonsko                   | Zlatá medaile                    |
| MS 1999 Egypt                      | Stříbrná medaile                 |
| MS 2001 Francie                    | 6. místo                         |
| MS 2003 Portugalsko                | 5. místo                         |
| MS 2005 Tunisko                    | 8. místo                         |
| MS 2007 Německo                    | 6. místo                         |
| MS 2009 Chorvatsko                 | 16. místo                        |
| MS 2011 Švédsko                    | Bez účasti                       |
| MS 2013 Španělsko                  | 7. místo                         |
| MS 2015 Katar                      | 19. místo                        |
| MS 2017 Francie                    | 12. místo                        |
| MS 2019 Dánsko, Německo            | 14. místo                        |
| MS 2021 Egypt                      | 14. místo                        |
| MS 2023 Polsko, Švédsko            | Bez účasti                       |
| MS 2025 Chorvatsko, Dánsko, Norsko | Bez účasti                       |
| Celkem                             | Účast – 14× · – 2× · – 1× · – 0× |

## Mistrovství Evropy
| Rok/pořádající země               | Účast                            |
| --------------------------------- | -------------------------------- |
| ME 1994 Portugalsko               | Stříbrná medaile                 |
| ME 1996 Španělsko                 | Zlatá medaile                    |
| ME 1998 Itálie                    | 4. místo                         |
| ME 2000 Chorvatsko                | Stříbrná medaile                 |
| ME 2002 Švédsko                   | 5. místo                         |
| ME 2004 Slovinsko                 | 5. místo                         |
| ME 2006 Švýcarsko                 | 6. místo                         |
| ME 2008 Norsko                    | 13. místo                        |
| ME 2010 Rakousko                  | 12. místo                        |
| ME 2012 Srbsko                    | 15. místo                        |
| ME 2014 Dánsko                    | 9. místo                         |
| ME 2016 Polsko                    | 9. místo                         |
| ME 2018 Chorvatsko                | Bez účasti                       |
| ME 2020 Norsko, Rakousko, Švédsko | 22. místo                        |
| ME 2022 Maďarsko, Slovensko       | 9. místo                         |
| ME 2024 Německo                   |                                  |
| Celkem                            | Účast – 14× · – 1× · – 2× · – 0× |

## Olympijské hry
| Rok/pořádající země     | Účast                           |
| ----------------------- | ------------------------------- |
| LOH 1992 Barcelona      | Zlatá medaile                   |
| LOH 1996 Atlanta        | 5. místo                        |
| LOH 2000 Sydney         | Zlatá medaile                   |
| LOH 2004 Athény         | Bronzová medaile                |
| LOH 2008 Peking         | 6. místo                        |
| LOH 2012 Londýn         | Bez účasti                      |
| LOH 2016 Rio de Janeiro | Bez účasti                      |
| LOH 2020 Tokio          | Bez účasti                      |
| Celkem                  | Účast – 7× · – 2× · – 0× · – 1× |